# 世界史年表 (20世纪-现在)

## 1901-1910
- 1901年：清廷全權代表奕劻和李鴻章，與德國、奧地利、比利時、英國、美國、法國、義大利、日本、俄國、荷蘭、西班牙等11國代表在北京簽訂辛丑條約。慈禧太后推行庚子後新政。
- 1902年：英日同盟成立。奧匈帝國、義大利王國、比利時王國各自租借天津奧租界、天津義租界、天津比租界。
- 1903年：第二次英國侵藏戰爭，簽訂拉薩條約。巴拿馬脫離哥倫比亞獨立建國，並與美國簽約開鑿巴拿馬運河；萊特兄弟完成人類首次飛行。
- 1904年：日俄戰爭（日本勝）；聖路易奧運。
- 1905年：瑞典和挪威分離；第一次摩洛哥危機。爱因斯坦发表了“狭义相对论”。中國立憲運動
- 1906年：舊金山大地震；全印穆斯林聯盟成立。
- 1907年：第二次海牙會議；英、法、俄組成協約國。
- 1908年：清末帝溥儀即位，年號宣統期；倫敦奧運。奧匈併波斯尼亞及黑塞哥維那，引發波斯尼亞危機。
- 1908年－1909年：土耳其「少年土耳其」革命活動。
- 1910年：日本迫使大韓帝國簽訂日韓合併條約，日本併吞大韓帝國。

## 1911-1920
- 1911年：辛亥革命；摩納哥獨立，並頒佈憲法，實行君主立憲制。第二次摩洛哥危機
- 1911年－1912年：義土戰爭。
- 1912年：中華民國正式成立；清帝溥儀退位；斯德哥爾摩奧運。第一次巴爾幹戰爭，日本大正政治危機。鐵達尼號沉沒。
- 1913年：第二次巴爾幹戰爭。
- 1914年：巴拿馬運河完工；6月，塞拉耶佛事件，第一次世界大戰爆發。9月，法軍在第一次馬恩河戰役成功阻擊德軍。10月，鄂圖曼土耳其加入同盟國。11月，義大利加入協約國、日本隨即對德國宣戰，並佔領膠州灣。
- 1915年：日本對華提出二十一條要求。德國發動無限制潛艇戰。臺灣發生西來庵事件。
- 1916年：法德兩軍於凡尔登战役交戰、索姆河戰役爆發。袁世凱稱帝，史稱洪憲帝制，八十三天後宣佈瓦解。中國開始軍閥割據時期。
- 1917年：芬蘭宣布脫離俄羅斯獨立；3月，俄羅斯爆發二月革命，沙皇尼古拉二世宣佈退位，建立臨時政府。4月，美國參加協約國。11月，俄爆發十月革命，臨時政府被推翻，布爾什維克掌權，向德奧求和，退出第一次世界大戰。中國北洋政府向德奧宣戰，並加入協約國。
- 1918年：法國元帥費迪南·福煦發動百日攻勢，第一次世界大戰結束。奧匈帝國瓦解，威廉二世宣佈退位，德意志帝國滅亡。1918年流感大流行。
- 1919年：協約國巴黎簽訂凡爾賽條約，第一次世界大戰正式結束；各國共產黨在莫斯科成立共產國際；中國五四運動開始；德意志通過新憲法，史稱威瑪共和。
- 1920年：國際聯盟正式成立，總部設於瑞士的日內瓦；印度國民大會黨領袖甘地發動第一次不合作運動，反對英國殖民統治；安特衛普奧運。中國直皖戰爭爆發；中國共產黨在上海成立。

## 1921-1930
- 1921年－1922年：華盛頓會議的召開。
- 1922年：墨索里尼掌權，意大利法西斯黨執政伊始。蘇聯成立。中國第一次直奉戰爭爆發。
- 1923年：比利時、法國出兵佔領德國魯爾區，日本關東大地震。
- 1923年－1927年：第一次國共合作。
- 1924年：中國第二次直奉戰爭爆發。
- 1925年：3月，孫中山因肝癌於北京逝世，羅加諾公約簽定。直系吳佩孚發動反奉戰爭。
- 1926年－1928年：蔣中正少校發動北伐戰爭。
- 1927年－1936年：第一次國共內戰。
- 1928年：阿姆斯特丹奧運；非戰公約的簽定。
- 1929年－1933年：世界經濟大衰退。
- 1930年：第一屆足球世界盃於烏拉圭舉行；伦敦海军条约。中國中原大戰爆發，軍閥割據時期結束。臺灣發生霧社事件，日本國內及國際社會為之大受震驚。

## 1931-1940
- 1931年：九一八事變。
- 1932年：日本在中國東北扶植滿洲國政權成立；犬養毅因五一五事件被殺，文人政府結束。
- 1932年－1934年：日內瓦會議討論裁軍和限制武器生產。
- 1933年：希特勒成為德國元首，第三帝國成立。
- 1934年10月－1936年10月：中国工农红军长征。
- 1936年：西安事變；日本二二六事件；柏林奧運。柏林羅馬軸心成立。
- 1936年－1939年：西班牙內戰
- 1937年：愛爾蘭獨立。7月，日軍發動七七盧溝橋事變，中國對日抗戰全面開始。第二次國共合作開始。7月25日，平津作戰。8月13日，爆發淞滬會戰。9月11日，爆發太原會戰。十一月下旬，南京保衛戰。12月13日，南京失守，發生南京大屠殺。同月，爆發徐州会战。柏林羅馬東京軸心國成立；毕加索创作了其惊世的著作「格尔尼卡」。
- 1938年：3月13日，德奧合併。3月17日，爆發台兒莊大戰。6月9日，發生花园口决堤事件。7月25日，爆發武漢會戰。9月30日，慕尼黑協定的簽定，德國佔領蘇台德區。10月21日，爆發廣州戰役。
- 1939年：3月15日，德國迫使斯洛伐克獨立，以波希米亞和摩拉維亞保護國吞併捷克。3月17日，爆發南昌會戰。5月11日，蘇、日爆發諾門罕戰役。9月1日，德蘇瓜分波蘭。9月13日，爆發第一次長沙會戰。11月19日，爆發桂南會戰。11月30日，蘇聯入侵芬蘭，冬季戰爭爆發。
- 1940年：3月13日，冬季戰爭結束，蘇聯被逐出國際聯盟。4月9日，德國入侵丹麥。同日，爆發挪威戰役。5月1日，爆發棗宜會戰。5月10日，爆發法國戰役。6月10日，挪威淪陷。6月4日，法國北部地區的盟軍從敦刻尔克撤退；德軍發動「紅色方案」，法國淪陷。7月10日，不列颠空战爆發。8月20日，爆發百團大戰。日本成立“大東亞共榮圈”。9月22日，爆發淶靈戰役。

## 1941-1950
- 1941年：1月30日，爆發豫南會戰。中國遠征軍成立，於1945年解散。3月14日，爆發上高會戰。4月1日，爆發希臘戰役。6月22日，德国发动巴巴罗萨计划，苏德战争爆发。6月25日，爆發繼續戰爭。9月6日，爆發第二次長沙會戰。12月7日，日本偷襲珍珠港；隔日，爆發太平洋戰爭。12月21日，爆發香港保衛戰。12月24日，爆發第三次長沙會戰。
- 1942年：1月16日，第三次長沙會戰結束，為珍珠港事件發生以來首次勝戰。5月中旬，爆發浙贛戰役。6月4日，爆發中途島之役。7月17日，爆發史達林格勒戰役。
- 1943年：中、美、英發表開羅宣言。7月9日，爆發西西里島戰役，墨索里尼宣布投降。7月30日，爆發衛南戰役。
- 1944年：4月19日，爆發豫湘桂戰役。6月6日，諾曼第登陸。8月15日，龍騎兵行動。8月1日，波蘭華沙起義。9月15日，爆發拉普蘭戰爭。
- 1945年：美、蘇、英三國舉行雅爾達會議；4月，義大利社會共和國元首墨索里尼逃亡時被捕處死,30日希特勒在元首地堡自殺，5月，盟軍攻入柏林，德國投降，在歐洲方面的戰事結束。發表波茨坦宣言。5月31日，爆發臺北大空襲。7月16日5时29分45秒，人类首枚原子弹爆炸。8月，美國分別於廣島、長崎投下原子彈，蘇聯軍隊進入中國東北。日本宣佈無條件投降，同盟國獲得第二次世界大戰最終勝利；成立聯合國；印尼宣布獨立
- 1946年：敘利亞正式脫離法國獨立，獲得國際承認；菲律賓脫離美國獨立；12月，國民大會通過中華民國憲法；蘇聯使用鐵幕；聯合國人口委員會成立。
- 1946年－1949年：國共內戰。
- 1947年：台灣發生二二八事件；英國公布蒙巴頓方案，確立印巴分治；印度和巴基斯坦獨立；第一次印巴戰爭。
- 1948年：以色列獨立，第一次以阿戰爭爆發。美國實施馬歇爾計劃；倫敦奧運；柏林危機，東西德的確立；國民政府在台灣實行三七五減租；比荷盧聯盟成立；歐洲經濟合作組織成立。
- 1949年：第一次中東戰爭結束；國民政府退守台灣；中華人民共和國正式成立；北大西洋公約組織成立；蘇聯試爆原子彈成功；發行新台幣；金門古寧頭戰役；蘇聯實行莫洛托夫計劃。
- 1950年－1953年：北韓軍隊突襲南韓，韓戰爆發。
- 1950年－1951年：鎮反運動

## 1951-1960
- 1951年：氫彈試爆成功；舊金山和約。
- 1953年：南北韓簽署板門店停火協議。
- 1954年：第一次印度支那戰爭結束。
- 1955年：華沙公約組織成立。一江山戰役，中華民國掌控領土僅剩臺閩二省
- 1955年－1957年：肅清反革命運動。
- 1956年：第二次以阿戰爭；匈牙利十月事件。
- 1957年：蘇聯發射人類第一顆人造衛星；中國反右運動；羅馬條約簽定，成立歐洲經濟共同體。
- 1958年：法國第五共和；金門八二三炮戰；歐洲經濟共同體正式確立。
- 1958年－1960年：大躍進運動
- 1959年：達賴喇嘛流亡印度；台灣發生八七水災；中國廬山會議召開。
- 1959年－1961年：中国三年饥荒。
- 1960年：越戰爆發

## 1961-1970
- 1961年：卡斯楚領導古巴革命，並宣佈成為社會主義國家；尤里·加加林成為首位進入太空的人。
- 1962年：古巴飛彈危機。
- 1963年：馬來西亞聯邦正式成立；美國總統甘迺迪遇刺；肯亞脫離英國獨立。
- 1965年：新加坡脫離馬來西亞聯邦獨立，成立新加坡共和國；第二次印巴戰爭。
- 1966年－1976年：中國文化大革命。
- 1967年：第三次中東戰爭，以色列併吞東部耶路撒冷、佔領約旦河西岸與加薩走廊。香港爆發六七暴動。
- 1968年：蘇聯出兵佔領捷克，是為布拉格之春。
- 1969年：人類首次登陸月球；中蘇珍寶島事件。
- 1970年：中國發射首枚人造衛星。

## 1971-1980
- 1971年： 林彪叛逃，於蒙古墜機身亡（即九一三事件）。
- 1971年：中華民國退出聯合國，其席位依據2758號決議案由中華人民共和國取代；第三次印巴戰爭。
- 1972年：慕尼黑奧運；印巴雙方停火，簽訂西拉姆協定；2月，尼克遜訪問中國同年尼克遜訪問莫斯科。
- 1973年：第四次中東戰爭，引發了全球「第一次石油危機」
- 1974年：美國尼克森總統因水門事件下台；國際能源機構設立。
- 1975年：美國所支持的南越政權正式瓦解；蔣介石逝世。
- 1976年：1月，周恩來病逝；蒙特利尔奧運；唐山大地震。9月，毛澤東病逝，四人幫垮台。
- 1978年：中国开始改革开放。
- 1979年：中華民國與美國斷交；中華人民共和國與美國建交；中越戰爭；伊朗革命；蘇聯入侵阿富汗，美蘇關係再度惡化。
- 1980年：兩伊戰爭；鐵托去世。

## 1981-1990
- 1981年：IBM推出首部個人電腦, HIV/AIDS確認。
- 1982年：英阿福克蘭群島戰役；美國與中華人民共和國共同發表八一七公報。
- 1983年：中、日、英、美的石油公司在中國南海合作勘探開發石油的合同在北京簽署。
- 1985年：台灣爆發十信案，為台灣最嚴重的經濟犯罪事件；廣場協議
- 1986年：美國太空梭挑戰者號於升空後73秒爆炸解體墜毀；車諾比核電廠爆炸；美日半導體協議
- 1989年：日本裕仁天皇病歿（昭和64年），皇太子明仁即位，改元平成；北京爆發六四天安門事件；立陶宛脫離蘇聯，恢復獨立。東歐劇變
- 1990年：兩德統一；拉脫維亞與愛沙尼亞脫離蘇聯，恢復獨立。

## 1991-2000
- 1991年：波斯灣戰爭，伊拉克佔領科威特，聯合國決定對伊拉克動武，伊拉克戰敗；蘇聯解體，冷戰結束；南非種族隔離政策結束；World Wide Web 面世；Linux 面世。
- 1992年：巴塞隆納奧運；歐洲共同體成立；斯洛文尼亞獨立得到歐洲共同體之認可。聯合國舉辦地球高峰會。
- 1992年－1995年：波斯尼亞戰爭。
- 1993年：北京舉行的第七屆全運會；歐盟成立。
- 1994年：南非首位黑人總統曼德拉就職、盧安達大屠殺事件發生。
- 1995年：阪神大地震；WTO正式成立；江澤民提出「江八點」。
- 1996年：中華民國首次總統直選，第三次臺海危機爆發；亞特蘭大奧運，首隻複製羊多利誕生。
- 1997年：2月，鄧小平逝世；7月1日，英國將香港主權交回中國；由泰國開始引發東亞金融風暴；京都協定的簽定。
- 1998年：法國首奪世界盃足球賽冠軍 。印尼黑色五月暴動。
- 1999年：台灣發生集集大地震；12月20日，葡萄牙將澳門治權交回中國；美國將巴拿馬運河區主權交予巴拿馬；土耳其大地震；科索沃戰爭。

## 2001-2010
- 2001年：美國九一一事件；美國炭疽信事件； Windows XP面世； Mac OS X面世；維基百科面世。
- 2002年：歐元紙幣流通，成為歐盟多國的法定貨幣。
- 2003年：第二次波斯灣戰爭，美英聯軍對伊拉克動武；東歐十個新國家加入歐盟；爆发SARS瘟疫。
- 2004年：雅典奧運；印度洋大地震及南亞大海嘯。
- 2005年：倫敦爆炸事件；第一位斯拉夫人教皇若望保祿二世辭世；南亞大海嘯。
- 2006年：伊拉克前總統薩達姆·侯賽因於巴格達被處絞刑。
- 2007年：曼谷發生爆炸案；iPhone面世。
- 2008年：四川大地震；美國次級貸款引發金融危機；印度發生恐怖襲擊，被稱印度九一一事件；Android 面世。
- 2009年：加沙戰爭結束，加沙地區持續封鎖；伊朗選舉抗議活動；第二次車臣戰爭結束；杜拜哈里發塔完工；經濟大蕭條正式結束；Bitcoin (比特幣) 面世。
- 2010年：吉尔吉斯斯坦革命；海地地震；巴基斯坦洪災；希臘引發歐洲主權債務危機及愛爾蘭金融危機；南北韓緊張局勢導致延坪岛炮击事件；昂山素季被釋放；維基解密發布數以千計的美國機密文件；阿拉伯之春。

## 2011-2020
- 2011年：南蘇丹獨立；阿拉伯之春；接近日本東北地方發生規模9.0的地震，引發海嘯導致16,000人死亡及福島核電廠危機。
- 2012年: 马里北部冲突；以色列向巴勒斯坦管治的加沙地帶進行雲柱行動。
- 2013年: 法國軍方介入馬里北部衝突；波士頓馬拉松爆炸案
- 2014年：俄羅斯併吞克里米亞，顿巴斯战争爆發；马来西亚航空370号班机空难
- 2015年: 查理週刊總部槍擊案
- 2016年:  英国进行英國去留歐盟公投；唐納·川普在2016年美國總統選舉成为美国总统
- 2017年: 出現WannaCry
- 2019年：香港抗議修例反修例運動；出現COVID-19病毒。
- 2020年: 卡西姆·蘇萊曼尼於巴格达国际机场被擊殺；英國正式退出歐盟；貝魯特爆炸；COVID-19全球疫情。

## 2021-2030
- 2021年:緬甸爆發軍事政變，國務資政翁山蘇姬遭拘押
- 2022年:俄羅斯對烏克蘭展開特別軍事行動；白紙運動爆發
- 2023年:以哈戰爭爆發，加沙地帶出現人道危機
- 2024年:
- 2025年: